# Metropolitan Borough of Sefton
Metropolitan Borough of Sefton – dystrykt metropolitalny, leżący na terenie hrabstwa metropolitalnego Merseyside (aglomeracja Liverpool) na zachodnim wybrzeżu północnej Anglii, ok. 320 km (200 mil) od Londynu, położony na północnym brzegu estuarium rzeki Mersey, przy jej ujściu do Morza Irlandzkiego (Liverpool Bay). Siedzibą zarządu okręgu jest miasto Bootle. Nazwa Sefton pochodzi od znajdującej się na obszarze okręgu wsi o tej samej nazwie. W skład okręgu wchodzą również: Aintree, Crosby, Formby, Maghull i Southport. Okręg Sefton graniczy bezpośrednio z miastem Liverpool i charakteryzuje się przede wszystkim przemysłem stoczniowym nad rzeką Mersey. Miastem partnerskim Sefton jest Gdańsk.
Sefton od 3 listopada 2005 dąży do uzyskania statusu terytorium Sprawiedliwego Handlu.

## Miasta
- Bootle
- Crosby
- Formby
- Maghull
- Southport

## Inne miejscowości
Ainsdale, Aintree, Birkdale, Blowick, Blundellsands, Brighton-le-Sands, Carr Houses, Churchtown, Crossens, Ford, Freshfield, Great Crosby, Highpark, Hightown, Ince Blundell, Kennessee Green, Kew, Lady Green, Litherland, Little Altcar, Little Crosby, Lunt, Lydiate, Marshside, Melling, Meols Cop, Netherton, Orrell, Seaforth, Sefton, Thornton, Waddicar, Waterloo, Woodvale.